# Forme spécifique
La forme spécifique ou forme totale est, en philosophie (dans l'aristotélisme ou la scolastique), l’espèce dernière (Aristote) ou la propriété unique (Avicenne). « La forme spécifique est commune à tous les individus d’une même espèce » (Thomas d’Aquin). Par exemple, on dira que la forme spécifique pour l’Homme, c'est l'âme rationnelle.

## Historique
Le concept remonte à Aristote. Il distingue genre et espèce (eidos), matière et forme (eidos), forme générique (qui appartient au genre) et forme spécifique (qui appartient à l’espèce). L'espèce est une classe logique qui se différencie du genre dont elle est une subdivision, « par exemple, le genre c'est animal, l'espèce c'est l'homme » (Porphyre, Isagoge, chap. II, § 9), l'espèce seule est une substance, pas le genre, qui reste une abstraction (Métaphysique, Z, 12) (par exemple, le genre oiseau par rapport à l'espèce poule). Pour l’individu, il est question de forme substantielle, et la forme substantielle, c’est le principe déterminant qui fait qu’une chose est ceci et non cela. La forme spécifique fait qu’une espèce est telle. L’homme est une espèce spécifique. L’âme est la forme spécifique (eidos ti) du corps (De l’âme, II, 1) ; l’âme intellective est la forme spécifique de l’homme ; l'âme nutritive est la forme spécifique du végétal (De l'âme, II, 2, 413a33) ; la cité est la forme spécifique de la vie politique ; la constitution (politeía) est la forme spécifique du gouvernement ; le foyer (oikos) est la forme spécifique de la communauté (koinônía) (Politique, I) ; la famille est la forme spécifique de l’amour (Éthique à Nicomaque, VIII).
Le concept de forme spécifique (sûra naw’iyya) est surtout développé par Avicenne (980-1037). Il identifie forme substantielle et forme spécifique. « C’est une forme qu’acquiert une substance postérieurement à la complexion ; elle dérive du mélange des éléments simples qui la caractérisent. De ce mélange résulte une aptitude à recevoir une espèce, une forme ajoutée à celle que les simples possèdent (…). C’est une sorte de perfection acquise par la matière en fonction de cette aptitude dérivée de la complexion ; il en est ainsi de la vertu attractive de l’aimant ». La forme spécifique, c'est ce par quoi une chose est ce qu'elle est (cette tautologie a été moquée par Molière quand il parle de la vertu dormitive de l'opium : « L'opium fait dormir, parce qu'il y a en lui une vertu dormitive, dont la nature est d'assoupir les sens »). Ce qui agit par sa forme spécifique agit par sa substance.
Comme le dit Averroès (1126-1198) dans son Grand Commentaire de la Métaphysique d’Aristote : « Par les mots ‘les choses qui sont dans une même forme’, Aristote veut dire la forme générique, et par les mots ‘et qui diffèrent par les formes’, Aristote veut dire la forme spécifique, c’est-à-dire les espèces dernières. »
Thomas d’Aquin (1228-1274) identifie (comme Avicenne) forme substantielle et forme spécifique. Il maintient qu’il n’existe qu’une seule forme substantielle, par exemple l’âme rationnelle pour le genre humain. Dans De l’être et de l’essence il développe le sujet. « Si l’homme était dit de quelque manière [composé] d’animal et de rationnel, ce ne serait pas comme une troisième réalité [faite] de deux autres, mais comme un troisième concept fait de deux autres. Le concept d’animal, en effet, exprime la nature d’une réalité sans déterminer sa forme spécifique, et à partir de ce qui en elle est comme une matière par rapport à sa perfection ultime. Le concept de cette différence [qu’est] rationnel consiste dans la détermination de la forme spécifique. C’est de ces deux concepts qu’est constitué le concept de l’espèce ou le sens de la définition. Et, par conséquent, de même que les réalités qui en composent une autre ne peuvent en être prédiquées, les concepts qui composent un autre concept ne peuvent en être prédiqués. »
Arnaud de Villeneuve (Speculum medicinae, 1308) distingue forme spécifique de forme substantielle. a) La forme spécifique est une classification. Elle répartit les êtres selon des espèces (pierres, animaux, hommes, etc.). L'homme est une espèce, son activité spécifique est la pensée. b) La forme substantielle fait appel à un principe, sans quoi une chose ne peut être ce qu'elle est. « La forme substantielle détermine l'essence de l'être autonome, essence qu'actualise l'existence de celui-ci. » C'est la cause formelle en acte d'une chose composée (de corps et d'âme, de chaud et de froid, de matière et de forme...), dont elle est le principe d'existence. L'âme est la forme substantielle de l'homme, qui est un composé.
Pour Leibniz, « toute la nature du corps ne consiste pas seulement dans l'étendue, c'est-à-dire dans la grandeur, figure et mouvement, il faut nécessairement y reconnaître quelque chose qui ait du rapport aux âmes et qu'on appelle communément forme substantielle » (Discours de métaphysique, XII).